# I Wanna Be Sedated
Pour les articles homonymes, voir I Wanna Be.
Singles de Ramones
Do You Remember Rock 'n' Roll Radio?
(1980) We Want the Airwaves
(1981)
I Wanna Be Sedated est une chanson interprétée par le groupe de punk rock américain Ramones.
Elle apparaît sur le quatrième album du groupe, Road to Ruin, sorti le 21 septembre 1978, puis en face B du single She's the One extrait de cet album.
La chanson a eu les honneurs de la face A sur un single commercialisé aux Pays-Bas en 1979 avec I Don't Want You sur l'autre face.
En 1980, I Wanna Be Sedated apparaît sur la bande originale du film Times Square et fait l'objet d'un nouveau single avec The Return of Jackie and Judy en face B.
Même si les singles n'ont jamais connu les sommets des hit-parades, la chanson est devenue l'une des plus connues du groupe. En novembre 2018, I Wanna Be Sedated est certifié disque de platine aux États-Unis, correspondant à 1 000 000 d'unités vendues notamment au format numérique. 

## Inspiration des paroles
Les paroles, écrites par Joey Ramone, trouvent leur origine dans le propre vécu du chanteur qui fut hospitalisé après s'être gravement brûlé avec de l'eau bouillante.

## Distinction
La chanson figure dans la liste des 500 meilleures chansons de tous les temps (145e) publiée par Rolling Stone.

## Clip vidéo
Un clip vidéo est réalisé en 1988 par Bill Fishman (en) afin de promouvoir la compilation Ramones Mania. Il met en scène les quatre membres du groupe, assis autour d'une table, en train de lire ou de manger des corn-flakes avec des mouvements très lents alors qu'autour d'eux s'agitent une multitude de personnages. Courtney Love, alors inconnue, y apparaît,.

## Reprises
I Wanna Be Sedated a été reprise par bon nombre d'artistes, surtout à partir des années 1990. 
Elle fut reprise par The Offspring dans une chanson hommage au groupe, le groupe féminin japonais Shonen Knife, The Go-Go's, Kirsty MacColl, Nouvelle Vague, et plus récemment par Mirel Wagner pour la bande-son du film A Cure for Life.

## Utilisations diverses
On retrouve la chanson dans les jeux vidéo Guitar Hero et Burnout 3: Takedown.
Elle est entendue dans plusieurs films et épisodes de séries télévisées comme Carpool (1996), Detroit Rock City (1999), Gilmore Girls (2002), Cold Case : Affaires classées (2005), South Park (2007), Terminator Genisys (2015).

## Certification
| Pays              | Certification |
| ----------------- | ------------- |
| États-Unis (RIAA) | Platine       |